# Plantae Rariores Horti Academici Monacensis
Plantae Rariores Horti Academici Monacensis (abreviado Pl. Rar. Hort. Monac.) es un libro con descripciones botánicas que fue escrito por el jesuita naturalista alemán Franz Paula von Schrank. Fue publicado en 1817-1821.